# Ussuri
Ussuri (rusky Уссури, čínsky v českém přepisu Wu-su-li ťiang, pchin-jinem Wūsūlǐ jīang, znaky 乌苏里江) je řeka ve Východní Asii, která pramení v Přímořském kraji v Rusku a poté tvoří státní hranici mezi Ruskem (Přímořský a Chabarovský kraj) a ČLR (Chej-lung-ťiang). Je dlouhá 897 km. Plocha povodí měří 193 600 km².

## Průběh toku
Pramení v pohoří Sichote-Aliň a teče severním směrem. Po většinu toku je rovinnou řekou, jen na středním toku se k jejímu korytu přibližují výběžky hor a v těch místech jsou břehy skalnaté a prudké. Na mnoha místech toku se vyskytují zátočiny a říční ramena a v korytě se nachází mnoho ostrovů. V Chabarovsku se vlévá zprava do ramene Amuru.

### Přítoky
- zleva – Sungača
- zprava – Arseňjevka, Bikin, Velká Ussurka

## Vodní režim
Zdrojem vody jsou převážně dešťové srážky (60 %). Na sněhové připadá během na sníh bohatých zim 30 až 35 % a zbytek tvoří podzemní voda. Průměrný průtok vody na dolním toku ve vzdálenosti 147 km od ústí činí 1150 m³/s.
| část toku   | průměrný průtok | maximální průtok |
| ----------- | --------------- | ---------------- |
| horní tok   | 143 m³/s        |                  |
| střední tok | 230 m³/s        | 10 300 m³/s      |
| dolní tok   | 1150 m³/s       | 10 520 m³/s      |

Nejvyšších vodních stavů dosahuje od konce března do srpna a ty jsou způsobené nejprve táním sněhu a dešti a posléze dešťovými povodněmi. Pro řeku jsou charakteristické katastrofální povodně. Zamrzá v listopadu a pod ledem je až do dubna.

## Využití
Je splavná pro vodáky na horním toku k Lesozavodsku. Nepravidelná vodní doprava je rozvinutá na dolním toku v délce 622 km od ústí. Využívá se k zásobování vodou. Je bohatá na ryby (lipani, vyza velká, jeseteři) a je také místem tření gorbuš (Oncorhynchus gorbuscha) a ket (Oncorhynchus keta). Okolí řeky je jediné místo světa s přirozeným výskytem kriticky ohroženého tygra ussurijského.

## Historie
Na ruském břehu řeky bylo dislokováno k ochraně hranic Ussurijské kozácké vojsko.